# 루아나 피오바니
루아나 피오바니(Luana Piovani, 1976년 8월 29일 ~ )는 브라질의 배우, 모델이다.